# Bisbat de Caltanissetta
El bisbat de Caltanissetta (italià: diocesi di Caltanissetta; llatí: Dioecesis Calatanisiadensis) és una seu de l'Església catòlica, sufragània de l'arquebisbat d'Agrigent, que pertany a la regió eclesiàstica Sicília. El 2006 tenia 150.500 batejats d'un total de 151.818 habitants. Actualment està regida pel bisbe Mario Russotto.

## Territori
La diòcesi comprèn la major part de la província de Caltanissetta, llevat d'alguns municipis de la província de Piazza Armerina. Calascibetta, tot i pertànyer a la diòcesi, forma part de la província d'Enna.
La seu episcopal és la ciutat de Caltanissetta, on es troba la catedral de Santa Maria la Nova.
El territori està dividit en 57 parròquies, 80 rectories, 28 capelles privades (oratoris); reunits en 4 arxiprestats: Caltanissetta, San Cataldo, Mussomeli i Calascibetta.

### Arxiprestats
Arxiprestat de Caltanissetta (comprèn tota la ciutat episcopal amb les 22 parròquies)
- Catedral de Santa Maria la Nova
- San Domenico
- San Giuseppe
- Santa Croce
- Santa Lucia
- Sant'Agata
- Santa Flavia
- Sacro Cuore
- Regina Pacis
- San Biagio
- San Pio X
- San Michele Arcangelo
- San Pietro
- San Paolo
- San Luca
- San Marco
- Santo Spirito
- Santa Barbara
- Sacro Cuore di Gesù a Cozzo di Naro
- Santa Rosalia a Niscima
- Santa Maria delle Grazie
- Santissimo Crocifisso

Arxiprestat de San Cataldo
- San Cataldo
- Serradifalco
- Sommatino
- Delia
- Montedoro
- Bompensiere

Arxiprestat de Mussomeli
- Mussomeli
- Vallelunga Pratameno
- Campofranco
- Milena
- Villalba
- Sutera
- Acquaviva Platani

Arxiprestat de Calascibetta
- Calascibetta
- Santa Caterina Villarmosa
- Marianopoli
- Resuttano

## Història
La diòcesi de Caltanissetta es va erigir el 25 de maig de 1844 amb la butlla Ecclesiae Universalis del Papa Gregori XVI, com a part de la reorganització de les diòcesis de Sicília perquè coincidís i amb els límits d'aplicació civil, d'acord amb el concordat de 1818 entre la Santa Seu i el Regne de les Dues Sicílies. El territori es va derivar principalment de la diòcesi d'Agrigent, mentre que la diòcesis de Cefalù es va separar Vallelunga Pratameno i la diòcesis de Nicòsia es van annexar Resuttano i Marianopoli.
Va ser bisbe Giovanni Battista Guttadauro de Reburdone qui donà una impressió duradora a la diòcesi, regint-la durant gairebé mig segle. Va fundar el Seminari diocesà i de l'Acadèmia de Sant Tomàs d'Aquino per a la formació del clergat. Animat per una banda, la pietat popular, amb les iniciatives dels mesos marians de maig i octubre i la devoció eucarística, l'altre es va fer càrrec dels assumptes socials, d'acord amb el magisteri de Lleó XIII.
Important va ser també la figura del bisbe Alfredo Maria Garsia, que es va dedicar especialment a la defensa de la dignitat humana. Fundada l'institut teològic "Mons. Guttadauro" per a la formació dels futurs sacerdots i l'Institut de Ciències Religioses "Sant'Agostino" pels laics. Va ser sota el seu episcopat que va celebrar el primer sínode diocesà, el 1989.
El reconeixement civil de la diòcesi va arribar amb el decret del Ministeri de l'Interior de 24 de febrer de 1987, publicat al suplement de la Gaseta Oficial del 18 de març del 1987.

## Cronologia episcopal
- Antonino Maria Stromillo, C.R. † (20 de gener de 1845 - 6/7 de gener de 1858 mort)
- Giovanni Battista Guttadauro di Reburdone † (23 de desembre de 1858 - 26 d'abril de 1896 mort)
- Ignazio Zuccaro † (22 de juny de 1896 - 30 d'abril de 1906 dimití)
- Antonio Augusto Intreccialagli, O.C.D. † (22 de maig de 1907 - 16 de març de 1914 nomenat arquebisbe coadjutor de Monreale)
  - Sede vacante (1914-1921)
- Giovanni Jacono † (18 de març de 1921 - 2 d'octubre de 1956 jubilat)
- Francesco Monaco † (2 d'octubre de 1956 succeduto - 21 de desembre de 1973 jubilat)
- Alfredo Maria Garsia † (21 de desembre de 1973 - 2 d'agost de 2003 jubilat)
- Mario Russotto, des del 2 d'agost de 2003

## Estadístiques
A finals del 2006, la diòcesi tenia 150.500 batejats sobre una població de 151.818 persones, equivalent al 99,1% del total.
| any  | població | població | població | sacerdots | sacerdots       | sacerdots       | sacerdots             | diaques | religiosos | religiosos | parroquies |
| ---- | -------- | -------- | -------- | --------- | --------------- | --------------- | --------------------- | ------- | ---------- | ---------- | ---------- |
| any  | batejats | total    | %        | total     | clergat secular | clergat regular | batejats por sacerdot | diaques | homes      | dones      |            |
| 1950 | 184.500  | 185.000  | 99,7     | 177       | 153             | 24              | 1.042                 |         | 40         | 440        | 31         |
| 1959 | 190.773  | 191.273  | 99,7     | 181       | 147             | 34              | 1.053                 |         | 52         | 475        | 49         |
| 1970 | 190.000  | 190.800  | 99,6     | 169       | 130             | 39              | 1.124                 |         | 49         | 544        | 61         |
| 1980 | 158.500  | 159.600  | 99,3     | 180       | 133             | 47              | 880                   |         | 55         | 420        | 68         |
| 1990 | 150.700  | 155.370  | 97,0     | 152       | 125             | 27              | 991                   | 1       | 34         | 319        | 69         |
| 1999 | 152.300  | 154.044  | 98,9     | 136       | 111             | 25              | 1.119                 | 5       | 28         | 265        | 62         |
| 2000 | 151.250  | 153.095  | 98,8     | 135       | 111             | 24              | 1.120                 | 7       | 27         | 260        | 62         |
| 2001 | 151.050  | 153.050  | 98,7     | 125       | 103             | 22              | 1.208                 | 7       | 25         | 255        | 62         |
| 2002 | 153.000  | 154.044  | 99,3     | 124       | 103             | 21              | 1.233                 | 8       | 24         | 250        | 62         |
| 2003 | 153.000  | 154.040  | 99,3     | 125       | 104             | 21              | 1.224                 | 8       | 23         | 180        | 56         |
| 2004 | 153.000  | 154.050  | 99,3     | 125       | 105             | 20              | 1.224                 | 8       | 22         | 172        | 56         |
| 2006 | 150.500  | 151.818  | 99,1     | 124       | 108             | 16              | 1.213                 | 8       | 18         | 166        | 56         |